# 赫曼·彼得·德·波爾
赫曼·彼得·德波爾（Herman Pieter de Boer，1928年2月9日—2014年1月1日），也被稱為約翰尼·奧斯特利茨（Johnny Austerlitz），是荷蘭作家、記者和作詞人，他從事該工作長達55年。

## 外部連結
- 赫曼·彼得·德·波爾在互联网电影资料库（IMDb）上的資料（英文）